# Hugh Dancy
Pour les articles homonymes, voir Dancy (homonymie).
Hugh Dancy, né le 19 juin 1975 à Stoke-on-Trent, en Angleterre, est un acteur et mannequin britannique.
Il est connu pour son rôle de l'agent spécial du FBI Will Graham dans la série télévisée Hannibal produite par la chaîne NBC, entre 2013 et 2015, comme Thomas Novachek dans la pièce de théâtre La Vénus à la fourrure (2011-2012), et comme Adam Raki dans le film Adam, sorti en 2009.

## Biographie
Hugh Dancy est né le 19 juin 1975 à Stoke-on-Trent (Royaume-Uni) et a grandi à Newcastle-under-Lyme. Son père, Jonathan Dancy est un célèbre philosophe britannique enseignant à l'Université de Reading et à l'Université du Texas. Sa mère, Sarah Dancy est éditrice universitaire. Il est l'aîné de sa fratrie: il a un frère, Jack Dancy (né le 25 mai 1977), co-directeur de la société de voyage Trufflepig Travel et une sœur, Katharine Sarah Redman (née Dancy, le 5 mars 1980). De ses 5 à 10 ans, Hugh Dancy fait ses études à l'Edenhurst Preparatory School de Newcastle-under-Lyme. À dix ans, il va à l'internat à la Dragon School d'Oxford, puis, à 13 ans, au Winchester College. À 18 ans, il joue dans la production par la compagnie des Winchester College Players de La Nuit des rois, jouée au College et au Minack Theater dans les Cornouailles. Il a ensuite fait des études de littérature anglaise au St Peter's College d'Oxford.

## Carrière
Hugh Dancy commence sa carrière à la télévision en 1998 dans les séries Scotland Yard, crimes sur la Tamise, Les Nouvelles Aventures de Robin des Bois et Dangerfiel.
En 2000, il joue dans deux téléfilms : Madame Bovary de Tim Fywell et David Copperfield de Peter Medak.
C'est en 2001, que l'acteur fait ses premiers pas au cinéma dans le film Young Blades, la jeunesse des Trois mousquetaires, il enchaîne l'année suivante avec le film de Ridley Scott, La Chute du faucon noir.
Dancy enchaîne les longs-métrages entre 2002 et 2005, il joue le Prince Charmant aux côtés d'Anne Hathaway dans Ella au pays enchanté, puis il est présent dans le film Le Roi Arthur d'Antoine Fuqua.
Il fait un court retour sur le petit écran en 2005, avec la mini-série anglaise : Elizabeth I pour laquelle il a été nommé pour un Primetime Emmy Awards, pour son rôle de Robert Devereux en 2006. Toujours en 2006, il interprète Adam Towers dans Basic Instinct 2 de Michael Caton-Jones, avec qui il avait tourné l'année précédente dans Shooting Dogs.
Entre 2007 et 2010 il reste présent au cinéma et joue notamment dans Lettre ouverte à Jane Austen, Evening, Confessions d'une accro du shopping, ou encore Adam.
En 2011, il joue dans The Big C ce qui marque son retour à la télévision depuis 2005. L'année suivante il joue Ted, le beau-frère d'Elizabeth Olsen et le mari de Sarah Paulson dans le film Martha Marcy May Marlene de Sean Durkin.
En 2013 il prête sa voix au film d'animation Legends of Oz : Dorothy's Return et incarne Will Graham dans la série Hannibal, jusqu'à son arrêt en 2015. Il a été nommé deux fois comme Critics' Choice Television Award du meilleur acteur dans une série télévisée dramatique pour son rôle dans la série.
En 2015, il obtient un rôle dans la mini-série australienne Deadline Gallipoli et joue aux côtés de Sam Worthington et Charles Dance (entre autres).
De 2016 à 2018, il interprète Calvin "Cal" Roberts dans la série The Path avec Aaron Paul et Michelle Monaghan.

## Vie privée
Hugh Dancy a rencontré l'actrice Claire Danes sur le tournage Le Temps d'un été, à Newport, Rhode Island, après quoi ils se mettent en couple. Ils annoncent leurs fiançailles dans une interview donnée au New York Post en février 2009, et se marient en France en septembre 2009, à l'occasion d'une cérémonie secrète.
Ils ont trois enfants ensemble, Cyrus Michael Christopher Dancy, né le 17 décembre 2012 et Rowan Dancy, né le 27 août 2018. Ils accueillent leur troisième enfant, une fille, en 2023.
Ils vivent dans le quartier de West Village, à New York.

## Filmographie

### Cinéma
- 2001 : Young Blades, la jeunesse des Trois mousquetaires (Young Blades) de Mario Andreacchio : D'Artagnan
- 2002 : La Chute du faucon noir (Black Hawk Down) de Ridley Scott : Sergent 1re classe Kurt Schmid
- 2003 : Amour interdit (The Sleeping Dictionary) de Guy Jenkin : John Truscott
- 2003 : Tempo d'Eric Styles : Jack
- 2004 : Ella au pays enchanté (Ella Enchanted) de Tommy O'Haver : Prince Charmant
- 2004 : Le Roi Arthur (King Arthur) d'Antoine Fuqua : Galahad
- 2005 : Shooting Dogs de Michael Caton-Jones : Joe Connor
- 2006 : Basic Instinct 2 de Michael Caton-Jones : Adam Towers
- 2007 : Le Goût du sang (Blood and Chocolate) de Katja von Garnier : Aiden
- 2007 : Le Temps d'un été (Evening) de Lajos Koltai : Buddy Wittenborn
- 2007 : Lettre ouverte à Jane Austen (The Jane Austen Book Club) de Robin Swicord : Grigg
- 2008 : Savage Grace de Tom Kalin : Sam Green
- 2009 : Confessions d'une accro du shopping (Confessions of a Shopaholic) de P. J. Hogan : Luke Brandon
- 2009 : Adam de Max Mayer : Adam
- 2009 : The Wildest Dream de Anthony Geffen : Andrew Irvine (voix)
- 2009 : Coach de Will Frears : Nick
- 2011 : Oh My God ! (Hysteria) de Tanya Wexler : Mortimer Granville
- 2011 : Our Idiot Brother de Jesse Peretz : Christian
- 2012 : Martha Marcy May Marlene de Sean Durkin : Ted
- 2013 : Legends of Oz : Dorothy's Return de Will Finn et Dan St. Pierre (en) : Marshall Mallow (voix)
- 2013 : Poe de Michael Sporn : Edgar Allan Poe (voix)
- 2018 : Joseph Pulitzer: Voice of the People de Oren Rudavsky : Alleyne Ireland (voix)
- 2019 : Late Night de Nisha Ganatra : Charlie Fain
- 2022 : Downton Abbey 2 : Une nouvelle ère (Downton Abbey: A New Era) de Simon Curtis : Jack Barber

### Séries télévisées
- 1998 : Scotland Yard, crimes sur la Tamise (Trial & Retribution) : Roberto Bellini
- 1998 : Les Nouvelles Aventures de Robin des Bois (The New Adventures of Robin Hood) : Kyle
- 1998 / 1999 : Dangerfiel : Charlie Paige
- 1999 : Kavanagh (Kavanagh Q.C.) : Michael Woodley
- 1999 : Cold Feet : Amours et petits bonheurs (Cold Feet) : Danny
- 1999 : Sydney Fox, l'aventurière (Relic Hunter) : Michel Previn
- 2002 : Daniel Deronda : Daniel Deronda
- 2005 : Elisabeth I : Robert Devereux, comte d'Essex
- 2011 : The Big C : Lee
- 2013 - 2015 : Hannibal : L'agent spécial Will Graham
- 2015 : Deadline Gallipoli : Ellis Asmead Barlett
- 2016 : Robot Chicken : Matt Murdock / Daredevil
- 2016 - 2018 : The Path : Calvin "Cal" Roberts
- 2020 : Homeland : John Zabel (saison 8)
- 2021 : The Good Fight : Caleb Garlin (saison 5, épisode 2)
- depuis 2022 : New York, police judiciaire (Law & Order) : premier substitut du procureur Nolan Price (depuis la saison 21)
- 2022 : Roar : l'inspecteur Bobby Bronson (épisode 6)
- 2024 : Votre fidèle serviteur Spider-Man (Your Friendly Neighborhood Spider-Man) (série TV d'animation) : Docteur Octopus (voix)
- 2025 : New York, unité spéciale : premier substitut du procureur Nolan Price (saison 25, épisode 19)

### Téléfilms
- 2000 : Madame Bovary de Tim Fywell : Leon
- 2000 : David Copperfield de Peter Medak : David Copperfield

## Distinctions

### Récompenses
- 2013 : Gold Derby Awards : Meilleur acteur principal pour Hannibal
- 2015 : Saturn Awards : Meilleur acteur de télévision pour Hannibal
- 2016 : EWwy Awards du meilleur acteur dans une série dramatique pour Hannibal

### Nominations
- 2006 : Emmy Award du meilleur second rôle masculin dans une mini-série pour Elisabeth I
- 2006 : Satellite Award du meilleur acteur dans une mini-série ou un téléfilm pour Elisabeth I
- 2009 : Satellite Award du meilleur acteur dans le rôle-titre d'Adam de Max Mayer
- 2012 : Gotham Independent Film Awards pour la meilleure distribution pour Martha Marcy May Marlene
- 2013 : IGN Award du meilleur acteur de série télévisée pour son rôle dans Hannibal
- 2013 : Saturn Award du meilleur acteur de télévision pour son rôle dans Hannibal
- 2014 : Saturn Award du meilleur acteur de télévision pour son rôle dans Hannibal
- 2014 : Critics' Choice Television Award du meilleur acteur dans une série télévisée dramatique pour Hannibal
- 2015 : Logie Award du meilleur acteur pour Deadline Gallipoli
- 2015 : Fangoria Chainsaw Award comme meilleur acteur de télévision pour Hannibal
- 2016 : Critics' Choice Television Award du meilleur acteur dans une série télévisée dramatique pour Hannibal
- 2016 : Fangoria Chainsaw Award comme meilleur acteur de télévision pour Hannibal

## Voix francophones
| En France - Damien Boisseau dans : - La Chute du faucon noir - Amour interdit - Le Goût du sang - Alexandre Gillet dans : - David Copperfield (téléfilm) - Adam - Roar (série télévisée) - Sébastien Desjours dans (les séries télévisées) : - Hannibal - The Path - Homeland - Denis Laustriat dans : - Le Roi Arthur - Le Temps d'un été - Anatole de Bodinat dans : - Lettre ouverte à Jane Austen - The Good Fight (série télévisée) | Et aussi - Maël Davan-Soulas dans Sydney Fox, l'aventurière (série télévisée) - Franck Lorrain dans Ella au pays enchanté - Rémi Bichet dans Confessions d'une accro du shopping - Dimitri Rataud dans Oh My God ! - Alexis Victor dans The Big C (série télévisée) - Yann Sundberg dans Late Night - Loïc Corbery dans Downton Abbey 2 : Une nouvelle ère - Valéry Schatz dans New York, police judiciaire (série télévisée) - Raphaël Anciaux dans Votre fidèle serviteur Spider-Man (voix) |

Au Québec
| - Martin Watier dans : - Ella l'ensorcelée - Basic Instinct 2 - Sang et chocolat - Confessions d'une accro du shopping - Adam - Notre idiot de frère - Martha Marcy May Marlene - Fin de soirée - Downton Abbey : Une nouvelle ère | - Gilbert Lachance dans : - Leçons sur l'oreiller - Crépuscule Et aussi - Daniel Picard dans La Chute du faucon noir - Patrice Dubois dans Le Roi Arthur |

## Théâtre
- 1999 : Billy and the Crab Lady (Soho Theatre) : Fred
- 2000 : To the Green Fields Beyond (Donmar Warehouse) : Mo
- 2007 : Journey's End (Belasco Theatre) : Captain Dennis Stanhope
- 2010 : The Pride (Lucille Lortel Theatre)
- 2011 - 2012 : La Vénus à la fourure (Lyceum Theatre) : Thomas
- 2018 : Apologia (Laura Pels Theatre) : Peter / Simon

## Anecdotes
- Il est mannequin pour la marque Burberry depuis 2004.
- Il parle couramment français.